# Curcuma picta
Curcuma picta är en enhjärtbladig växtart som beskrevs av William Roxburgh och Škornick. Curcuma picta ingår i släktet Curcuma och familjen Zingiberaceae. Inga underarter finns listade i Catalogue of Life.